# Nessus
Nessus — програма для автоматичного пошуку відомих вад у захисті інформаційних систем. Вона здатна виявити найпоширеніші види вразливостей, наприклад:
- Наявність вразливих версій служб або доменів
- Помилки в конфігурації (наприклад, відсутність необхідності авторизації на SMTP-сервері)
- Наявність паролів за замовчуванням, порожніх, або слабких паролів

Програма має клієнт-серверну архітектуру, що сильно розширює можливості сканування.

## Плагіни
Відмінна риса Nessus — розумні плагіни. Сканер ніколи не буде сканувати сервіс тільки за номером його порту. Перемістивши веб -сервер зі стандартного 80-го порту, скажімо, на 1234-й, обдурити Nessus не вдасться — він це визначить. Якщо на FTP-сервері відключений анонімний користувач, а частина плагінів використовують його для перевірки, то сканер не буде їх запускати, усвідомивши, що результату від них не буде. Якщо плагін експлуатує уразливість в Postfix, Nessus не буде пробувати тести проти Sendmail — і т. д. Зрозуміло, що для виконання перевірок на локальній системі, необхідно надати сканеру Credentials (логіни і паролі для доступу) — це завершальна частина налаштування правил.